# Княжество Рюген
Княжество Рюген (на немски: Fürstentum Rügen; на датски: Fyrstendømmet Rygien) или княжество Ругия (Rugia), е средновековно княжество в Дания от 1168 до 1325 г. То обхваща остров Рюген и териториите южно от него до река Рекниц.

## История
Територията е населявана от 6 век от западнославянското племе руяни (Рани). Първият известен в историята княз или крал на руяните е Вислав (споменат в 955), по неговото име династията получила названието Виславиди. След него князе на руяните са Круто († 1093), Грин (споменат в 1100) и Ратислав (1105 – 1140).
Около 1111 г. военният поход на руяните против наконидите завършва с тежка загуба. През 1136 г. датският крал Ерик II Емуне завладява храмовия замък на нос Аркона. През 1160 г. крал Валдемар I от Дания, саксонският херцог Хайнрих Лъв и померанските херцози Казимир I и Богислав I сключват съюз за борба против руяните. Саксонският херцог Хайнрих Лъв през 1163 г. подчинява руяните и съседните кесини и зирзипани.
През 1168 г. руянските князе, след завладяването на замъците при Аркона и Харенца от Валдемар I от Дания, трябва да признаят зависимостта си от Дания. Теслав († 1170), синът на Ратислав, става от 1168 г. крал (княз) на Рюген.
Вислав III († 8 ноември 1325) е последният княз на Рюген. През 1325 г. след смъртта на единствения му син Яромар († 24 май 1325) княжеската фамилия от Рюген измира в главната си линия. След две войни княжеството отива през 1355 г. към Херцогство Померания.

## Князе

### Руяни
- 1168 – 1170 Теслав
- 1170 – 1218 Яромар I
- 1218 – 1221 Барнута
- 24 ноември 1221 – 1249 Вислав I
- 1249 – 1260 Яромар II
- 1260 – 1302 Вислав II
- 1303 – 1325 Вислав III

### Померански херцози (Грайфи)
- 1325 – 1326 Вартислав IV
- 1326 – 1368 Богислав V, Вартислав V и Барним IV
- 1368 – 1372 Вартислав VI и Богислав VI
- 1372 – 1394 Вартислав VI
- 1394 – 1415 Вартислав VIII
- 1415 – 1432/6 Свиетобор II
- 1432/6 – 1451 Барним VIII
- 1451 – 1457 Вартислав IX
- 1457 – 1478 Вартислав X